# Nagurana anketa
Nagurana anketa (engl. push poll) vrsta je interaktivne promidžbene metode koja se obično rabi tokom političkih kampanja (izbori), u kojem organizacije ili pojedinci pokušavaju promijeniti ili utjecati na mišljenje glasača ili osobe o nekim političkim strankama ili pojedincima pod krinkom ispitivanja javnog mijenja. Nagurane ankete su česte u zemljama zapadne demokracije i zemljama koje imaju razvijenu telekomunikacijsku infrastrukturu, i služe kao tupi alat za mijenjanje mišljenja kolebljivih i prevrtljivih glasača.

## Povijest
Richard Nixon je zaslužan za uvođenje nagurane ankete u politici, kada je rabio ovu metodu 1946. godine s kojom je pobijedio sjedećeg kandidata demokrata Jerryja Voorhisa. U ovoj naguranoj anketi kuće u okrugu dobile su kratki telefonski poziv koji je zvučao ovako; "This is a friend of yours, but I can't tell you who I am. Did you know that Jerry Voorhis is a communist?" (hrv. "Ja sam jedan od tvojih prijatelja, ali ti ne želim reći koji sam. Da li znaš da je Jerry Voorhis komunist?". Nakon ovih izgovorenih riječi, osoba s druge strane bi spustila slušalicu. Kroz svoju negatvinu naguranu anketu, Nixon je koristio strah američkih građana od komunista koji je postojao od sredine 1940-ith i sve do kraja hladnog rata.

## Primjeri

### SAD
- 2009., prilikom re-izbora Michaela Bloomberga za gradonačelnika New Yorka, namještenici i sam Bloomberg su optuživani da su rabili negativnu naguranu anketu protiv svojih izbornih takmaca.[1]